# Frank Heinrich
 (novembre 2015).
Si vous disposez d'ouvrages ou d'articles de référence ou si vous connaissez des sites web de qualité traitant du thème abordé ici, merci de compléter l'article en donnant les références utiles à sa vérifiabilité et en les liant à la section « Notes et références ».
Frank Heinrich (né le 25 janvier 1964 à Siegen) est un théologien, éducateur social et homme politique allemand (CDU).

## Biographie
Frank Heinrich naît à Siegen en Allemagne. Alors qu’il est âgé de trois ans, sa famille déménage dans l’Allemagne du Sud. Ses parents y travaillent dans une maison de retraite qu’ils dirigent par la suite. Après son service civil, une année au Canada en tant qu’étudiant en théologie et des études de pédagogie sociale, Frank Heinrich devient membre de l’Armée du salut à Fribourg-en-Brisgau. Il y dirige le service missionnaire social jusqu’en 1995. En 1997, il est ordonné officier de l’Armée du salut. De 1997 jusqu’à sa candidature au Bundestag allemand en 2009, il dirige le corps de l’Armée du salut à Chemnitz avec son épouse.
Frank Heinrich est marié depuis 1987 et père de quatre enfants.

## Carrière politique
Frank Heinrich devient membre de l’Union chrétienne-démocrate d’Allemagne en 2007. Lors des élections législatives de 2009, de 2013 et de 2017, il remporte le mandat direct de la circonscription de Chemnitz. Depuis novembre 2009, il est président du réseau cantonal de l'Union chrétienne-démocrate à Chemnitz. Au Bundestag allemand, Frank Heinrich est membre du groupe parlementaire de l’Union chrétienne-démocrate, porte-parole de son groupe parlementaire dans la Commission des droits de l’homme et de l’aide humanitaire ainsi que membre suppléant de la Commission du travail et des affaires sociales.
En tant qu’homme politique, Frank Heinrich se consacre tout particulièrement à sa circonscription à Chemnitz (partenariats économiques avec l’Afrique, infrastructures, affaires sociales/ famille/ droits des enfants, site scientifique et pôle de recherche, secteurs de promotion fédérale, etc.), l’Afrique, le trafic humain, la liberté de religion et la coopération au développement. En octobre 2010, Frank Heinrich fut un des rares membres de son parti qui votèrent contre le prolongement de la durée de vie des centrales nucléaires allemandes. Depuis l’été 2012, il s’engage aux côtés de douze autres membres de l’Union chrétienne-démocrate pour l’égalité de traitement fiscal dans le cadre de la loi du partenariat de vie. Pour développer les partenariats économiques entre Chemnitz et les États africains, Frank Heinrich a initié avec la Chambre de commerce et d'industrie de Chemnitz la conférence de mise en réseau « Business meets Africa » qui a désormais lieu annuellement et suscite des échos très positifs.